# Мег 2: Западина
«Мег 2: Западина» (англ. Meg 2: The Trench) — науково-фантастичний бойовик режисера Бена Вітлі за сценарієм Діна Георгаріса, Джона Гобера та Еріха Гобера, заснований на книзі Стіва Алтена «Западина» 1999 року. Продовження фільму 2018 року, у головній ролі Джейсон Стейтем.

## Актори
- Джейсон Стейтем — Джонас Тейлор
- Джекі Ву — Джумінг Чанг (Чжан Цзюмін[4])
- Пейдж Кеннеді — DJ
- Скайлер Семюелс — Джесс
- Кліфф Кертіс — Джеймс Маккрейдес
- Сієнна Гіллорі — Гілларі Дрісколі

## Виробництво

### Зйомка
Основні зйомки почалися в Warner Bros. Студії в Лівесдені 4 лютого 2022 року У квітні 2021 року Стетхем заявив, що зйомки мають розпочатися в січні 2022 року Уряд Крабі, Таїланд, відхилив прохання команди фільму про зйомки на двох їхніх пляжах через екологічні занепокоєння.